# Peter Wright (giocatore di freccette)
Peter Wright (Livingston, 10 marzo 1970) è un giocatore di freccette scozzese.
Ha vinto il campionato del mondo PDC due volte, nel 2020 e nel 2022, ed è l'attuale numero 4 del Ranking PDC

## Biografia
Secondo classificato nel campionato mondiale di freccette, il PDC World Darts Championship del 2014 e campione del Regno Unito nel 2017. Wright attualmente risiede a Mendham, nel Suffolk, e, sebbene sia cresciuto in Inghilterra, sceglie di rappresentare la Scozia, il paese in cui è nato.
È conosciuto per la sua acconciatura in stile mohawk, che cambia colore in ogni torneo, acconciata dalla moglie Joanne che di professione fa la parrucchiera. Il suo soprannome deriva dal nome della sua bevanda preferita, Snakebite.
Il 1º gennaio 2020 vincendo contro Michael van Gerwen per 7-3 diventa per la prima volta campione del mondo PDC, e la seconda volta il 3 gennaio 2022 contro  Micheal Smith per 7-5.

## BDO
Nel 1995 ha partecipato al BDO World Darts Championship, battuto per tre set nel primo round, dal campione Richie Burnett. Trascorse i successivi dieci anni giocando in campionati locali inglesi. Fu sua moglie a persuaderlo a riprendere la carriera professionale.

## PDC
Wright ha partecipato nel 2005 al primo torneo nazionale, gli UK Open, organizzato dalla Professional Darts Corporation, dove perse al terzo turno per 5-4 contro Dave Smith. Da allora, fino al 2008, ha partecipato a pochi eventi importanti, guadagnando solo 1.200 £ in montepremi.
Il 2009, per Wright, si è rivelato un anno miglioreː ha esordito in una gara per professionisti ripresa dalla televisione al PDC Las Vegas Classic, dove è stato comunque sconfitto al primo round per 6-3 da Colin Lloyd. Grazie alle sue buone condizioni è stato comunque in grado di qualificarsi al World Matchplay. Nel corso del torneo Wright ha giocato, nel primo turno, contro Terry Jenkins perdendo 10-4. Prima di partecipare al suo primo campionato mondiale PDC, ha partecipato a diverse gare, tra quarti di finale e semifinali, per poi perdere per 3-1 nella gara di apertura, contro Michael van Gerwen.
Nel 2010, ha esordito nella Players Championship Finals dove ha perso al primo turno per 6-2 contro Wes Newton. Nell'aprile 2010 raggiunse la sua prima finale nel tour PDC al sesto Open Qualifier del Regno Unito, dove perse 6-2 contro Phil Taylor. Wright venne eliminato al terzo turno degli Open UK per 9-7 per merito di William O'Connor.

### 2011
Nel 2011 vinse per la prima volta una partita al World Championship battendo Co Stompé per 3-1, per poi eliminare Paul Nicholson, per poi affrontare, al terzo round, il campione in carica Phil Taylor. Wright perse 4-1, ma realizzando una rispettabile media di 96,56 punti. Ha ottenuto un buon piazzamento all'UK Open, giocando poi il suo secondo World Matchplay perdendo contro Simon Whitlock nel primo round per 10-7. Il primo quarto di finale di Wright in un evento importante giunge al Campionato Europeo vincendo su John Part e Gary Anderson, prima di perdere nuovamente a Whitlock, questa volta per 10-6. La sua buona forma continuò fino a consentirgli di raggiungere la finale del 18º campionato di giocatori dell'anno, ma perdendo comunque per 6-2 contro Anderson. Wright ha sconfitto Denis Ovens per 6-4 nel round di apertura delle finali dei giocatori, ma ha perso 8-6 contro Wes Newton nel turno successivo.

### 2012
Nel 2012 non è stato in grado di ripetere la sua performance del 2011. Nell'edizione 2012 del Campionato del Mondo, ha perso, nel primo turno per 3-1, contro Jelle Klaasen. Nei primi due set della partita ha saltato 11 dardi consecutivi al doppio. Nella Coppa del Mondo di dardi del PDC, Wright ha rappresentato la Scozia insieme con Gary Anderson, ma nel secondo turno sono stati battuti dal Sudafrica. Dopo aver sconfitto Andy Brown e gli ex campioni del mondo John Part e Richie Burnett, ha partecipato agli Open del Regno Unito, dove ha affrontato Raymond van Barneveld. Wright ha vinto 8-6, grazie a un ultimo tiro, che gli ha consentito di approdare ai quarti di finale battendo per la prima volta l'olandese.
Al XV Players Championshio a Killarney in Irlanda, nell'ottobre 2012 vinse il suo primo titolo PDC, dove ha battuto Robert Thornton 6-1 in finale con una media di 107. Dopo tutti i 33 eventi ProTour del 2012, Wright si è piazzato al 17º posto nell'Ordine al Merito, tra i primi 32 qualificatisi per le finali dei Campionati dei Giocatori. Ha battuto Colin Lloyd e Wayne Jones, prima di perdere contro Kim Huybrechts per 10-6 nei quarti di finale.

### 2013
Al World Championship del 2013, nel corso del primo turno, Wright ha eliminato Arron Monk per 3-0. Nel secondo turno ha affrontato il favorito del torneo, Michael van Gerwen, che Wright, prima della partita, ha descritto come "non abbastanza buono". Wright vinse i primi due set, ma van Gerwen vinse 12 dei successivi 14 set, per poi trionfare per 4-2. Nel corso della prima parte del 2013 agli Open di qualificazione del Regno Unito si è classificato quarto nell'Ordine al Merito. All'UK Open Wright raggiunse la sua prima semifinale al PDC. Ha inanellato una serie di importanti vittorieː su Gaz Cousins per 9–4, su Stephen Bunting per 9–2, su Steve West per 9–4 e su Adrian Lewis per 10–6. Ha poi perso contro Phil Taylor in semifinale per 5-10. Wright aveva l'obbiettivo, entro la fine dell'anno, di entrare nei primi 16 della classifica mondiale. Sempre nel 2013, vinse il suo secondo titolo in carriera al quinto Players Championship. Ha vinto i quarti di finale con il punteggio di 118.66, battendo Gary Anderson per 6-0 in dieci minuti; poi ha battuto in semifinale Kevin Painter per 6-3, e in finale ha battuto Wes Newton per 6-1. Nel corso del Campionato Europeo, nel primo turno, ha perso per 6-4 contro Colin Lloyd. Nel corso del World Matchplay ha perso al secondo turno per 13-3 contro Michael van Gerwen. Raggiunse la finale del German Darts Championship, perdendo 6-2 contro Dave Chisnall, contro il quale perse anche nella finale del settimo campionato giocatori, dopo aver battuto in semifinale Van Gerwen per 6-2. Al decimo evento raggiunge la finale perdendola contro Raymond van Bernvald per 6-3. Nonostante perda al primo turno al World Grand Prix, riesce a entrare per la prima volta nella top 16 mondiale. Grazie a questo partecipa a un torneo in esclusiva riservato ai migliori 16 giocatori a livello mondiale, ma al primo turno nel round di apertura, viene sconfitto per 6-2 da Van Gerwen.

### 2014
Wright giunge al terzo turno del World Championship del 2014, dove aveva affrontato Michael Smith che, a sua volta nell'incontro precedente, aveva eliminato Phil Taylor. Nonostante raggiunse il ragguardevole punteggio di 105,07, a un certo punto si trova indietro per 2-3, prima di vincere sei delle successive sette tappe per raggiungere, prima volta nella sua carriera, i quarti di finale dell'evento, dove a un certo punto si trova sotto di 0-2 contro Wes Newton; alla fine vince la gara grazie a uno stratosferico punteggio di 121, per poi affrontare Simon Whitlock in semifinale. Wright ha poi battuto Whitlock, mantenendo, sin dall'inizio, un altissimo livello con punteggio medio di oltre 100 e vincendo per 6-2. In finale Wright perde 7-4 contro Michael van Gerwen. L'assegno al secondo classificato era di £ 100.000, il più alto della sua carriera. Con questo piazzamento Wright salì alla settima posizione nel ranking mondiale. Nel 2014 è stato nominato sia giocatore dell'anno sia giocatore che più si è migliorato del PDPA agli Annual Awards del PDC.
Tali exploit gli valsero, per la prima volta, un posto in Premier League. Dopo tale posizionamento, nei successivi incontri Wright parte molto forte vincendo su giocatori del calibro di Taylor per 7– 4, su Adrian Lewis per 7– 1 e su Whitlock per 7– 3.  A metà stagione subisce tre sconfitte consecutive, rimanendo nei playoff fino alla tredicesima settimana, per pareggiare 6-6 con Taylor, risultato che gli avrebbe assicurato la possibilità di progredire nel round finale delle partite di campionato. Nonostante una serie di risultati deludenti, raggiunse comunque il quinto posto in classifica, concludendo la stagione con una sconfitta per 7-5 contro Van Gerwen. Al nono campionato Giocatori Wright vinse il suo terzo titolo battendo Justin Pipe per 6-2. Al Dubai Duty Free Darts Masters, Wright ha eliminato Taylor per 10-5 e Dave Chisnall per 11-8, giungendo in finale, dove perde contro Van Gerwen per 11-7. Wright ha poi disputato la sua seconda Coppa del Mondo di Freccette per la Scozia con Robert Thornton, giungendo ai quarti di finale dove hanno giocato contro l'Irlanda del Nord di Brendan Dolan e Michael Mansell. Wright perse la sua partita 4-2 contro Dolan, ma Thornton pareggiò vincendo contro Mansel, per poi perdere il doppio per 4-1. All'European Darts Open, Wright con un punteggio medio di 111,29 batte Michael Smith per 6-1 al secondo turno, giungendo in finale dove vinse il suo primo titolo europeo, sconfiggendo Simon Whitlock per 6-2. Giunse poi anche in finale all'ultimo campionato di giocatori, perdendono per 6-5 contro Gary Anderson.

### 2015
Wright ha gareggiato senza problemi nei quarti di finale del Campionato del Mondo 2015 perdendo un solo un set nelle prime tre partite. Tuttavia, perse contro Gary Anderson per 5-1, ma vincendo, per la prima volta su Raymond van Barneveld all'UK Open per 9-1. Nell'incontro successivo Wrigh affronta Phil Taylor nei quarti di finale, vincendo 10-6, dopo una gara che lo ha visto portarsi da un 5-4 a un 9-5, un rush finale, che al ricordo, lo ha visto piangere nel corso dell'intervista post partita. Nella successiva partita ha battuto Stephen Bunting 10-0, grazie a una media di 105,10, oltre 20 punti più dell'avversario. Tuttavia perde 11-5 in finale contro Michael van Gerwen. Una settimana dopo, Wright perse 6-5 contro James Wade nella finale del secondo evento di Championship Players. Al suo ritorno in Scozia, Wright pareggia quattro partite, risultato che lo costringerebbe a vincere contro Adrian Lewis per evitare di essere retrocesso dalla competizione, ma viene battuto 7-4. Wright vinse poi la finale del settimo campionato realizzando il primo nine darter della sua carriera sconfiggendo Wade 6-5 con una media di 110,14. Vinse anche il 12º evento superando in finale Jelle Klaasen per 6-1. Nelle semifinali della Coppa del Mondo, Wright e Anderson hanno battuto il duo olandese Van Gerwen e Van Barneveld assicurando alla Scozia la prima finale dell'evento. Hanno poi affrontato in finale gli inglesi Taylor e Lewisː nell'ultima partita Lewis battendo Wright per 4-1 assicurò all'Inghilterra il titolo. Nell'inaugurale Japan Darts Masters, Wright giunse in finale superando Van Gerwen 8-7 con un incredibile punteggio di 141. Nel corso della gara finale si è trovato in svantaggio per 7-2 su Taylor, ma ha pareggiato l'incontro realizzando tre tiri in più durante una raffica a cinque leg. Tuttavia, Taylor è stato il primo a raddoppiare nel leg decisivo infliggendo a Wright la quarta sconfitta nel corso di una finale televisiva.
Nel round di apertura del World Matchplay Wright ha realizzato la sua media televisiva più alta a 108,13 eliminando Kim Huybrechts per 10-5. Vince poi, prima su Andrew Gilding e poi contro Gerwyn Price, vittorie che gli consentono di raggiungere, per la prima volta, le semifinali dell'evento, ma ha perso 17-12 contro Van Gerwen. Nel corso della finale del 15º Campionato Giocatori, Terry Jenkins batte Wright 6-4. Ha battuto poi Kim Huybrechts per 5-2 nella finale dell'European Darts Grand Prix. Wright ha vinto il suo terzo titolo al Campionato dei Campionati dell'anno eliminando Benito van de Pas 6-5 con tutti e 11 i leg che vanno al tiro. Nel corso delle semifinali del Campionato Europeo perse poi le prime cinque partite contro Van Gerwen, ma poi è riuscito a riportarlo sull'8-7. Tuttavia, Wright, verso la fine dell'incontro sbaglia due tiri di un solo numero per impostare un doppio in chiusura, perdendo infine per 11-7. La coppia si sarebbe poi incontrata ancora una volta nella finale delle prime World Series of Darts Finals e stavolta Wright perse i quattro leg iniziali del gioco, prima di passare dal 5-4 sul 10-9 Wright è in vantaggio ad un leg dal titolo, Wright ha centrato un 180 e lasciarsi di 90 per Van Gerwen c'è da realizzare 129 al bull, e dopo che Wright non è riuscito a realizzare un 121 nelle ultime 3 frecce, Van Gerwen chiuse a 50 completando 11 leg a 10 e negando a Wright il suo primo titolo televisivo.

### 2016
Nel 2016 Wright raggiunge il terzo round del World Championship del 2016 vincendo contro Dave Chisnall per 4-3. Nei quarti di finale perde contro Adrian Lewis per 5-2. Per il secondo anno consecutivo approda alla finale dell'UK Open, e, proprio come 12 mesi prima ha affrontato Michael van Gerwen, perdendo per 1-4. Una settimana dopo Wright vinse, contro Lewis, il primo campionato di giocatori del 2016 recuperando dal 3-5 al 6-5. Alla fine di marzo, Wright approda alla finale dei German Darts Masters perdendo 6-4 contro Van Gerwen.
A Wright sono mancati due punti per accedere alle finali di Premier League. A seguito di una non meglio identificata controversia tra la moglie di Wright, Jo, Adrian Lewis e i membri del management team di Gary Anderson, ha costretto lo stesso Wright a ritirarsi dalla squadra scozzese della World Cup of Darts, per la quale negli anni precedenti era giunto in finale, per essere sostituito da Robert Thornton. Wright raggiunge i quarti di finale del World Matchplay, in diretta televisiva, dopo gli impressionanti punteggi di 10-5 e 11-6 su Joe Cullen e Ian White, rispettivamente, prima di perdere per poco per 16-14 contro Lewis. Nel corso dell'Eurpean Darts Open venne eliminato per 6-5 da Van Gerwen, coppia che si è incontrata in una finale del Tour europeo per la terza volta quest'anno, con il numero uno al mondo ancora una volta trionfante su Wright per 6-2. Nel primo turno del World Grand Prix, Wright ha perso 2-0 contro Brendan Dolan; nonostante la sconfitta Wright raggiunge la semifinale del campionato europeo, ma viene sconfitto per 11-8 da Mensur Suljović.
Nelle semifinali delle World Series of Darts, Wright batte Phil Taylor per 11-10, approdando così alla sua settima finale televisiva. Ancora una volta si trova contro Van Gerwen, perdendo per 11-9. È stata una storia simile al Grand Slam quando Wright 5-0 su Taylor nei quarti di finale e lo ha eliminato con punteggio di 16-10, sbagliando una freccia al doppio 12 per un nine darter durante la partita. In un'altra semifinale ha perso contro Van Gerwen per la sedicesima volta di fila; l'olandese ha segnato 111,11 di media mentre Wright 102,13, punteggio che vede la vittoria di Van Gerwen su Wright per 16-10. In un'altra semifinale viene battuto da Dave Chisnall per 11-8.

### 2017

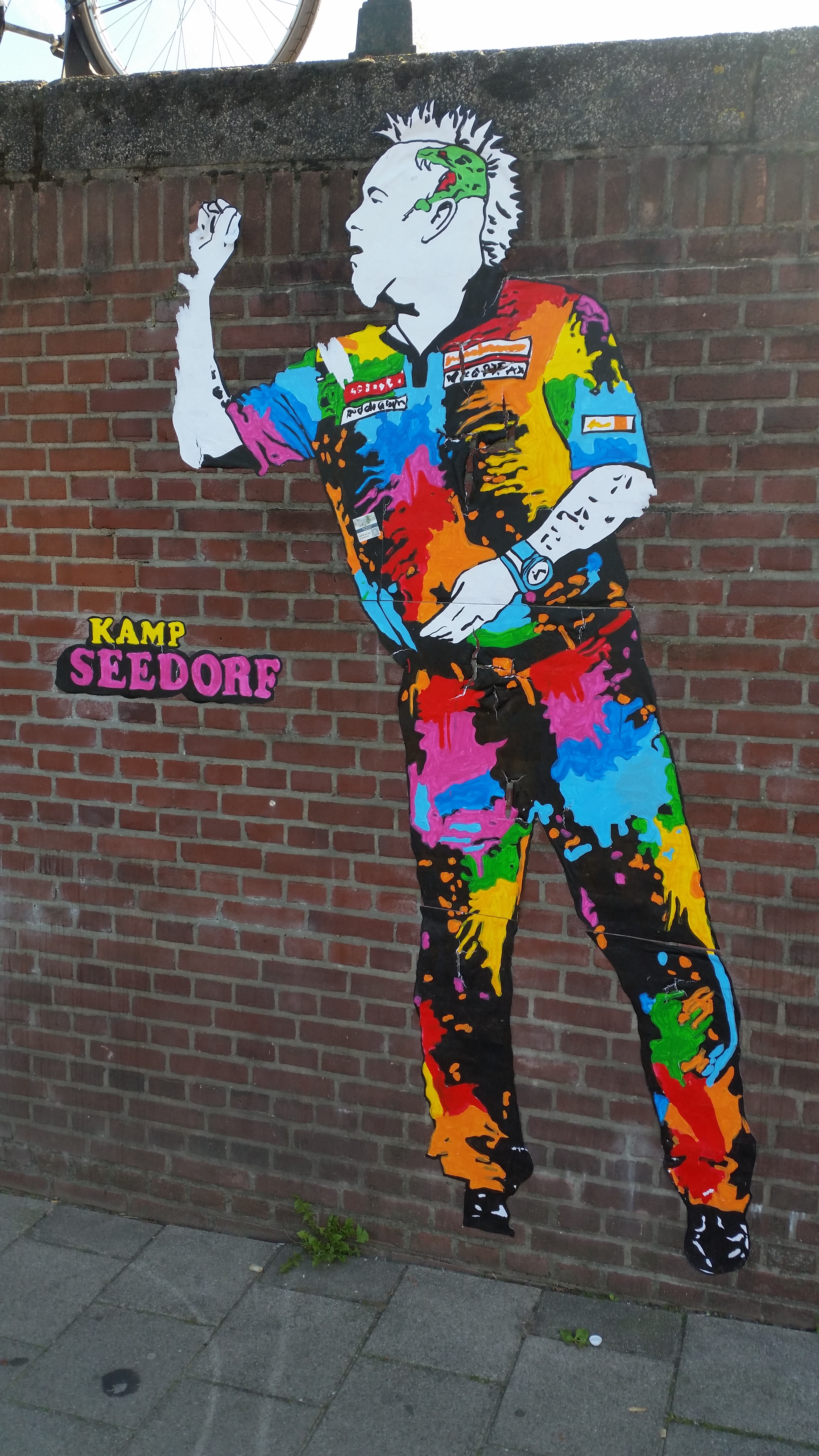
Murales dedicato a Wright ad Amsterdam

Wright raggiunse, al World Champinship del 2017, una media di oltre 100 punti in ciascuna delle sue tre partite, battendo nel quarto di finale James Wade per 5-3 e con il notevole punteggio di 134, punteggio che gli valse una media ancora più alta pari a 104,79, giungendo in finale dopo aver vinto in semifinale contro Gary Anderson. Nella semifinale Wright recupera da un 1-3 fino a 3-3, ma successivamente perdendo nove degli ultimi dieci game, perde l'incontro per 6-3. Wright vinse il primo UK Open Qualifier dell'anno battendo in finale Adrian Lewis per 6-4, ed il terzo evento, sempre in finale, con una vittoria 6-5 su Michael Smith. Ha realizzato tre vittorie su sei eventi sconfiggendo James Wade per 6-3 nell'ultima finale.
In un incontro televisivo Wright ha realizzato la seconda media più alta di tutti i tempi pari a 119,50 affermandosi per 7-2 su Lewis nella quinta settimana della Premier League. Alla fine della stessa settimana ha giocato nell'Open del Regno Unito, come favorito dai bookmaker, anche per effetto dell'assenza di Van Gerwen. Nel corso dei primi due giorni del torneo vince contro James Richardson, Dave Chisnall e Rob Cross. Nel quarto di finale ha battuto Raymond van Barneveld per 10-8, con una media di 110,88, in semifinale ha battuto Daryl Gurney per 11-5, per giocare, per il terzo anno consecutivo, la finale dell'evento con Gerwyn Price. Wright ha gareggiato sempre in vantaggio su Gerwyn Price, fino alla vittoria per 11-6, conquistando il suo primo titolo importante della sua carriera. Wright ha inoltre vinto il campionato tedesco di freccette superando in finale per 6-6 Van Gerwen. Finalmente dopo dieci sconfitte subite contro Van Gerwen, Wright, nel corso di una finale, ottiene la sua prima vittoria sul numero uno del mondo. Alla sua crescente raccolta di vittorie nel 2017 aggiunse il Darts Open tedesco dopo aver eliminato Benito van de Pas per 6-5 in finale con un punteggio di 121. All'European Darts Grand Prix realizza una tripletta stracciando in finale l'eterno rivale, Van Gerwen per 6-0.
Wright è andato vicino a vincere la Premier League concludendo per un punto dietro Van Gerwen. Vinse in semifinale per 4-0 contro Taylor, ma perse in finale per 11-10 contro Van Gerwen. Nonostante questa delusione, due giorni dopo, Wright vinse l'undicesimo campionato dei giocatori superando Daryl Gurney per 6-3. Nella coppa del Mondo, Wright e Gary Anderson rappresentavano la Scozia, ma hanno sorprendentemente perso al primo turno per 5-2 contro Singapore.

## Stile e personaggio
Wright divenne famoso grazie alla sua colorata acconciatura in stile mohawk e gli abiti stravaganti che, nel corso dei tornei, cambia tra ogni round. L'acconciatura dei suoi capelli richiede due ore per essere completata dalla moglie Joanne, che di professione è parrucchiera, acconciatura il cui stile è ispirata dalla loro figlia. Wright ha stigmatizzato la sua bevanda preferita, la snakebite, disegnando un serpente sopra le orecchie. Snakebite è anche il soprannome di Wright. In passato ha utilizzato freccette appositamente progettate che cambiano colore a seconda della luce. Il campione è noto in quanto prova regolarmente diverse serie di freccette, modificandone il peso, le traiettorie e la forma degli steli. Questi test li effettuava nel corso della finale del Campionato del Mondo durante le pause, tra un round e l'altro.

## Statistiche
| V | F | SF | QF | #T | RR | Q# | A | ND |

(V) Torneo vinto; raggiunto (F) finale, (SF) semifinale, (QF) quarti di finale, (#T) turni 4, 3, 2, 1; (RR) round - robin; (Q#) Turno di qualificazione; (A) assente dal torneo; (ND) torneo non disputato.
| Torneo                      | 2005 | 2006 | 2007 | 2008 | 2009 | 2010 | 2011 | 2012 | 2013 | 2014 | 2015 | 2016 | 2017 | 2018 | 2019 | 2020 | 2021 | 2022 |
| Campionato del mondo        | A    | A    | A    | A    | A    | 1R   | 3R   | 1R   | 2R   | F    | QF   | QF   | SF   | 2R   | 2R   | V    | 3R   | V    |
| World Matchplay             | A    | A    | A    | A    | 1R   | A    | 1R   | A    | 2R   | 1R   | SF   | QF   | F    | SF   | QF   | 2R   | V    |      |
| World Grand Prix            | A    | A    | A    | A    | A    | A    | 1R   | A    | 1R   | 2R   | 1R   | 1R   | QF   | F    | 2R   | 1R   | 1R   |      |
| UK Open                     | 3R   | A    | A    | A    | 3R   | 3R   | 5R   | 5R   | SF   | 4R   | F    | F    | V    | 3R   | 4R   | 6R   | 4R   | 6R   |
| Grand Slam of Darts         | ND   | ND   | A    | A    | A    | A    | A    | A    | Q    | 2R   | 2R   | SF   | F    | 2R   | F    | Q    | F    |      |
| Campionato d'Europa         | ND   | ND   | ND   | A    | A    | A    | QF   | A    | 1R   | QF   | SF   | SF   | QF   | 2R   | 1R   | V    | 1R   |      |
| Players Championship Finals | ND   | ND   | ND   | A    | 1R   | A    | 2R   | QF   | 2R   | 2R   | 2R   | SF   | 1R   | 3R   | 1R   | SF   | V    |      |
| Premier League Darts        | A    | A    | A    | A    | A    | A    | A    | A    | A    | 5°   | 9°   | 5°   | F    | 7°   | 8°   | SF   | 7°   |      |
| Ladbrokes Masters           | ND   | ND   | ND   | ND   | ND   | ND   | ND   | ND   | 1R   | 1R   | QF   | QF   | QF   | QF   | SF   | V    | SF   |      |
| Champions League of Darts   | ND   | ND   | ND   | ND   | ND   | ND   | ND   | ND   | ND   | ND   | ND   | Q    | Q    | F    | F    | ND   | ND   |      |
| Coppa del mondo             | ND   | ND   | ND   | ND   | ND   | A    | ND   | 2R   | A    | QF   | F    | A    | 1R   | F    | V    | A    | V    |      |
| Ranking (fine anno)         | -    | -    | -    | 171  | 50   | 33   | 29   | 26   | 7    | 5    | 4    | 3    | 2    | 3    | 7    | 2    | 2    |      |

## Palmarès

### PDC Majors
- Players Championship Finals: 1 (2021)
- World Matchplay: 1 (2021)
- Campionato del mondo PDC: 2 (2020, 2022)
- Campionato d'Europa PDC: 1 (2020)
- Ladbrokes Masters: 1 (2020)
- UK Open: 1 (2017)

#### Nazionale
- Coppa del mondo PDC: 2 (2019, 2021)

Scozia: in coppia con Gary Anderson (2019) e John Henderson

### Altri trofei
- Melbourne Darts Masters: 1 (2018)
- German Darts Masters: 2 (2017, 2019)
- European Darts Grand Prix: 1 (2017)
- German Darts Championship: 1 (2017)
- German Darts Open: 1 (2017)
- International Darts Open: 1 (2017)
- European Darts Open: 2 (2014, 2017)
- Killarney Pro Tour: 1 (2012)
- Players Championships: 17